# Arcidiecéze aixská
Arcidiecéze aixská (lat. Archidioecesis Aquensis in Gallia-Arelatensis, franc. Archidiocèse d'Aix-Arles) je starobylá francouzská římskokatolická arcidiecéze, založená v 1. století. Leží na území departementu Bouches-du-Rhône, jehož hranice přesně kopíruje (vyjma území arrondissementu Marseille). Arcidiecéze aixská není metropolitním stolcem; přestože je sama arcidiecézí, jedná se o sufragán marseillské arcidiecéze. Sídlo arcibiskupství a katedrála Saint-Sauveur d'Aix-en-Provence se nachází v Aix-en-Provence.

## Arcibiskup
Současným arcibiskupem z Aix je od roku 2022 Mons. Christian Delarbre, který nahradil emeritního Mons. Christophe Dufour (v upřadu od 29. března 2010).

## Historie
V průběhu 1. století bylo založeno biskupství v Aix-en-Provence. Svatý Maximinus z Aix byl prvním biskupem okolo roku 45. V 5. století bylo povýšeno na arcibiskupství. Na základě konkordátu z roku 1801 bylo mnoho diecézí ve Francii zrušeno a jejich území přičleněno do ostatních diecézí. Do arcidiecéze aixské tak bylo včleněno území zaniklých diecézí arleské (nebyla později znovu obnovena), fréjuské, marseilleské, riezská (nebyla později znovu obnovena) a toulonská.
Z arcidiecéze aixské byly 6. října 1822 vyčleněny zpět diecéze marseilleská a fréjusská-toulonská a arcidiecéze aixská byla přejmenována na Aix (-Arles-Embrun) (Arcidiecéze arleská byla 10. července 1817 obnovena, avšak 6. října 1822 byla opět zrušena a znovu včleněna do arcidiecéze aixské; Arcidiecéze embrunská byla také v důsledku konkordátu zrušena, ale z větší části byla včleněna do diecéze digneské).
Arcidiecézi aixské (-Arles-Embrun) byl 8. prosince 2002 odebrán status metropolitní arcidiecéze a stala se sufragánem marseillské arcidiecéze.
Název arcidiecée na Aix (-Arles) byl změněn 31. prosince 2007.